# Fabio
Fabio (italienisch: [ˈfaː.bjo], spanisch: [ˈfa.βjo]) ist ein männlicher Vorname.

## Herkunft und Bedeutung
Der Vorname Fabio ist eine italienische und spanische Form des römischen Familiennamens und Vornamens Fabius. Die portugiesische Form des Namens ist Fábio [ˈfa.bju].
Die weiblichen Varianten lauten Fabia bzw. Fábia.

## Namensträger

### Künstlername
- Fábio (Fábio Deivson Lopes Maciel; * 1980), brasilianischer Fußballtorwart
- Fábio (Fábio Pereira da Silva; * 1990), brasilianischer Fußballspieler
- Fábio (Fábio Roberto Gomes Netto; * 1997), brasilianischer Fußballspieler

### Vorname

#### A
- Fabio Abate (* 1966), Schweizer Politiker
- Fabio Accardi (* 1983), italienischer Fußballspieler
- Fabio Alverà (* 1959), italienischer Curler
- Fabio Maria Asquini (1802–1878), italienischer Kardinal
- Fábio Aurélio (* 1979), brasilianischer Fußballspieler

#### B
- Fabio Babini (* 1969), italienischer Autorennfahrer
- Fabio Baldato (* 1968), italienischer Radrennfahrer
- Fabio Bazzani (* 1976), italienischer Fußballspieler
- Fábio Bilica (* 1979), brasilianischer Fußballspieler
- Fabio Biondi (* 1961), italienischer Violinist und Dirigent

#### C
- Fabio Cannavaro (* 1973), italienischer Fußballspieler
- Fabio Capello (* 1946), italienischer Fußballspieler und -trainer
- Fabio Carciola (* 1985), deutscher Eishockeyspieler
- Fabio Casartelli (1970–1995), italienischer Radrennfahrer
- Fabio Caserta (* 1978), italienischer Fußballspieler
- Fabio Celestini (* 1975), Schweizer Fußballspieler
- Fábio Coentrão (* 1988), portugiesischer Fußballspieler
- Fabio Colonna (1567–1640), italienischer Botaniker
- Fabio Coltorti (* 1980), Schweizer Fußballspieler
- Fabio Concas (* 1986), italienischer Fußballspieler
- Fabio Corba (* 1964), liechtensteinischer Maler, Bildhauer, Journalist und Buchautor
- Fabio Cudicini (1935–2025), italienischer Fußballspieler

#### D
- Fabio De Masi (* 1980), deutsch-italienischer Politiker
- Fabio Di Giannantonio (* 1998), italienischer Motorradrennfahrer
- Fabio Duarte (* 1986), kolumbianischer Radrennfahrer

#### F
- Fabio Fazio (* 1964), italienischer Fernsehmoderator
- Fabio Firmani (* 1978), italienischer Fußballspieler
- Fabio Fognini (* 1987), italienischer Tennisspieler
- Fabio Frizzi (* 1951), italienischer Komponist

#### G
- Fabio Galante (* 1973), italienischer Fußballspieler
- Fabio Gatti (* 1982), italienischer Fußballspieler
- Fabio Geda (* 1972), italienischer Schriftsteller
- Fabio Gilioli (* 1979), italienischer Straßenradrennfahrer
- Fabio González-Zuleta (1920–2011), kolumbianischer Komponist, Musikpädagoge und Organist
- Fabio Grosso (* 1977), italienischer Fußballspieler
- Fabio Gstrein (* 1997), österreichischer Skirennläufer

#### L
- Fabio Landert (* 1989 oder 1990), Schweizer Stand-up-Comedian
- Fabio Lanzoni (* 1959), italienisches Model und Schauspieler
- Fabio Leimer (* 1989), Schweizer Rennfahrer
- Fabio Leutenecker (* 1990), deutscher Fußballspieler
- Fabio Lione (* 1973), italienischer Sänger
- Fabio Liverani (* 1976), italienischer Fußballspieler und -trainer
- Fábio Luciano (* 1975), brasilianischer Fußballspieler
- Fabio Luersen, brasilianischer Poolbillard- und Snookerspieler
- Fabio Luisi (* 1959), italienischer Dirigent

#### M
- Fabio Magnifico (* 1961), deutscher Regisseur, Journalist und Filmproduzent
- Fabio Maniscalco (1965–2008), italienischer Archäologe
- Fabio Maresca (* 1981), italienischer Fußballschiedsrichter
- Fabio Metelli (1907–1987), italienischer Psychologe
- Fabio Mignanelli (1496–1557), italienischer Kardinal
- Fabio Mini (* 1942), italienischer Generalleutnant
- Fabio Miretti (* 2003), italienischer Fußballspieler
- Fabio Morena (* 1980), deutscher Fußballspieler
- Fabio Mussi (* 1948), italienischer Politiker

#### O
- Fabio Ochoa Vásquez (* 1957), kolumbianischer Drogenhändler

#### P
- Fabio Pasini (* 1980), italienischer Skilangläufer
- Fabio Pedrina (* 1954), Schweizer Politiker
- Fábio Júnior Pereira (* 1977), brasilianischer Fußballspieler
- Fabio Petroni (* 1972), italienischer Poolbillardspieler

#### Q
- Fabio Quagliarella (* 1983), italienischer Fußballspieler
- Fabio Quartararo (* 1999), französischer Motorradrennfahrer

#### R
- Fabio Rinaldi (* 1973), italienischer Marathonläufer
- Fábio Rochemback (* 1981), brasilianischer Fußballspieler
- Fabio Romano (* 1967), italienischer Pianist
- Fabio Rosi (* 1964), italienischer Filmregisseur und Drehbuchautor
- Fabio Rovazzi (* 1994), italienischer Internet-Komiker

#### S
- Fábio Sabag (1931–2008), brasilianischer Schauspieler und Fernsehregisseur
- Fabio Sabatini (* 1985), italienischer Radrennfahrer
- Fabio Sacchi (* 1974), italienischer Radrennfahrer
- Fabio dos Santos Barbosa (* 1980), brasilianischer Fußballspieler
- Fabio Sartor (1954–2024), italienischer Schauspieler
- Fábio Silva (* 2002), portugiesischer Fußballspieler
- Fábio da Silva (* 1983), brasilianischer Stabhochspringer
- Fábio da Silva Azevedo (Fabinho; * 1970), brasilianischer Fußballspieler
- Fábio Pereira da Silva (* 1990), brasilianischer Fußballspieler, siehe Fábio (Fußballspieler, 1990)
- Fábio Silvestre (* 1990), portugiesischer Radrennfahrer
- Fábio Simplício (* 1979), brasilianischer Fußballspieler

#### T
- Fabio Taborre (1985–2021), italienischer Radrennfahrer
- Fabio Taglioni (1920–2001), italienischer Motorrad-Konstrukteur
- Fabio Terrenzio (* 1985), italienischer Radrennfahrer
- Fabio Terribile (* 1962), italienischer Hochschullehrer für Pedologie
- Fabio Testi (* 1941), italienischer Schauspieler, Sänger und Politiker
- Fabio Tognetti (* 1965), Schweizer Komponist
- Fabio Trentini (* 1968), italienischer Musikproduzent und Musiker

#### U
- Fabio Ursillo (?–1759), italienischer Komponist und Lautenist

#### V
- Fabio Vacchi (* 1949), italienischer Komponist
- Fábio Vieira (* 2000), portugiesischer Fußballspieler

#### W
- Fabio Wibmer (* 1995), österreichischer Radsportler

#### Z
- Fabio Zuffanti (* 1968), italienischer Musiker

### Familienname Di Fabio
- Udo Di Fabio (* 1954), deutscher Jurist